# Łany (obwód iwanofrankiwski)
Łany (hist. Lany, ukr. Лани) – wieś na Ukrainie, w  obwodzie iwanofrankiwskim, w rejonie iwanofrankiwskim, w gminie Dubowce, w lewobrzeżnej części Dniestru, położona wzdłuż Potoku Woronica. 

## Historia
W okresie Korony Królestwa Polskiego wieś leżąca w prowincji małopolskiej, województwie ruskim, powiecie halickim. Ta szlachecka osada wyodrębniła się z sąsiedniego, objętego prawem wołoskim Dalejowa, co potwierdza zapis z 1474 pars in Daleow dicta Lany (AGZ XII, nr 3643). Zapewne od wsi macierzystej przejęła porządek prawny i system gospodarczy, skoro w 1515 z Łanów uiszczono podatek, którego podstawą były 3 łany kmiece (w rzeczywistości być może dworzyszcza) i stado liczące 100 owiec (ŹD XVIII/1, 172). Mapy z XVIII-XX wieku świadczą o istnieniu kościoła po wschodniej części Potoku Woronica.

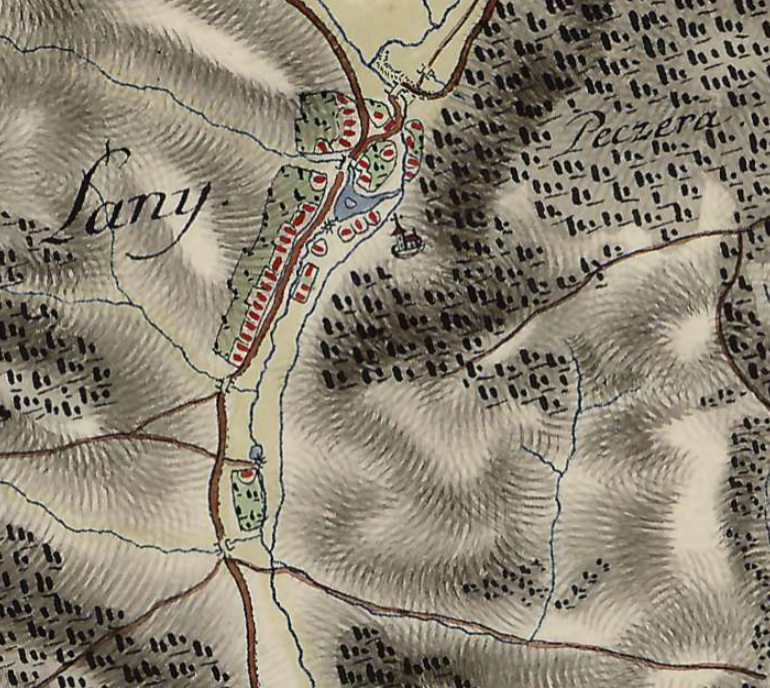
Łany (Lany) 1779

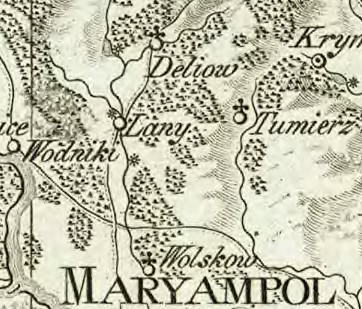
Łany (Lany) 1824

W okresie Królestwa Galicji i Lodomerii (wchodzącego w skład: Monarchii Habsburgów a potem Cesarstwa Austriackiego i Austro-Węgier) wieś położona w Okręgu administracyjnym Namiestnictwa we Lwowie, obwód stanisławowski, powiat halicki a od 1866 powiat stanisławowski. 
Wieś należała do klucza marjampolskiego księżnej Anny Jabłonowskiej.
W 1903 właścicielem tabularnym Łanów była Marya Cieńska. Dwór rodziny Cieńskich znajdował się w sąsiednich Wodnikach.
W okresie II Rzeczypospolitej Łany były odrębną gminą wiejską w powiecie stanisławowskim województwa stanisławowskiego do 1 sierpnia 1934 r. W wyniku reformy na podstawie ustawy scaleniowej wieś weszła w skład gminy Mariampol Miasto. 
Wg stanu na 1 września 1939 r. właścicielem wsi była Olga Strawińska (z domu Cieńska). 
Po II wojnie światowej obszar gminy został odłączony od Polski i włączony do Ukraińskiej SRR, obwód iwanofrankiwski, rejon iwanofrankiwski.
Do 2020 w rejonie halickim.

## Demografia
Według powszechnych spisów ludności przeprowadzonych w czasach monarchii austro-węgierskiej ludność Łanów liczyła:
- w 1854 – 549[7]
- w 1880 – 743[8] (wł. Marya Cieńska)

Według Spisu Powszechnego przeprowadzonego na terenie Rzeczypospolitej Polskiej Łany zamieszkiwało:
- w 1921 – 924[9]: 320 narodowości polskiej i 592 narodowości rusińskiej oraz 12 narodowości żydowskiej w 182 budynkach mieszkalnych.

Wg spisu niemieckiego w czasie II wojny światowej w 1943 r. liczba ludności wynosiła 1020.